# Niokolo Koba (cours d'eau)
Pour les articles homonymes, voir Niokolo Koba.
Le Niokolo Koba est un cours d'eau du Sénégal. C'est un affluent du fleuve Gambie.
Comme la Koulountou, il traverse le parc national du Niokolo-Koba auquel il a donné son nom.
Le cours d'eau et son écosystème sont reconnus au titre de réserve de biosphère par l'Unesco depuis 1981.